# Andreas Valdix
Andreas Valdix, född 6 december 1984 i Malmö, är en svensk professionell ishockeyspelare (forward).
I Elitserien har han spelat för Malmö Redhawks och Timrå IK.